# Trimethyltris(trifluorpropyl)cyclotrisiloxan
Trimethyltris(trifluorpropyl)cyclotrisiloxan (D3F) ist eine chemische Verbindung aus der Gruppe der Siloxane. Sie ist strukturell mit Hexamethylcyclotrisiloxan (D3) verwandt und gehört zur Gruppe der per- und polyfluorierten Alkylverbindungen (PFAS).

## Eigenschaften
Die Verbindung kommt in zwei diastereomeren Formen vor:
| Isomere | Isomere   |
| ------- | --------- |
|         |           |
| cis-D3F | trans-D3F |

Die beiden Isomere unterscheiden sich in ihrem Aggregatzustand. Während das reine cis-Isomer flüssig ist, handelt es sich bei dem reinen trans-Isomer um einen Feststoff. Der Aggregatzustand des Gemischs hängt von den Anteilen der beiden Isomere ab.
Die Verbindung wurde in Abwässern, Klärschlamm sowie in Böden nachgewiesen.

## Verwendung
D3F wird zur Herstellung von Polymethyltrifluorpropylsiloxan (PMTFPS) verwendet. Das Ausgangsmaterial ist Dichlormethyl(3,3,3-trifluorpropyl)silan. Als Reaktionsnebenprodukt entsteht Tetrakis(trifluorpropyl)tetramethylcyclotetrasiloxan (D4F).